# Обрані часом
«Обрані часом» — серія з понад 50 документальних фільмів про долі видатних особистостей, що народились в Україні; проєкт кіностудії «Контакт».

## Фільми проєкту
| Назва фільму                                           | Присвячений                     | Рік  |
| ------------------------------------------------------ | ------------------------------- | ---- |
| «Більше, ніж кіно. Єжи Кавалерович»                    | Єжи Кавалерович                 | 2003 |
| «Богові і людям»                                       | Андрей Шептицький               | 2000 |
| «Бойчук і бойчукізм»                                   | Михайло Бойчук                  | 2001 |
| «Брати Коломійченки»                                   | Михайло та Олексій Коломійченки | 2005 |
| «Брати Кричевські. Повернення»                         | Василь та Федір Кричевські      | 1999 |
| «Брати Нарбути»                                        | Георгій та Володимир Нарбути    | 2003 |
| «Будинки та химери Владислава Городецького»            | Владислав Городецький           | 1999 |
| «В пазурах часу. Життя і творчість поета М. Бажана»    | Микола Бажан                    | 2003 |
| «Варіації долі»                                        | Володимир Горовиць              | 2000 |
| «Великий лицедій М. Ф. Яковченко»                      | Микола Яковченко                | 2003 |
| «…від Булгакова»                                       | Михайло Булгаков                | 1999 |
| «Володимир Щербицький. На перехресті думок і поглядів» | Володимир Щербицький            | 2003 |
| «Вулиця без кінця»                                     | Терещенки                       | 2001 |
| «Дарую Вам свято»                                      | Борис Шарварко                  | 2004 |
| «Два життя Соломії»                                    | Соломія Крушельницька           | 1997 |
| «Дві сім'ї»                                            | Тобілевичі і Тарковські         | 2004 |
| «Диригент Стефан Турчак»                               | Стефан Турчак                   | 2004 |
| «Досьє художника»                                      | Микола Глущенко                 | 2000 |
| «Доторк… Прикосновение…»                               | Микола Грінько                  | 2003 |
| «Друг мій Льонька»                                     | Леонід Осика                    | 2004 |
| «Думи мої…»                                            | Борис Гмиря                     | 1997 |
| «Думки проти течії»                                    | Микола Хвильовий                | 2001 |
| «Експертиза… Страта божевіллям»                        | Петро Григоренко                | 1999 |
| «Життя в запропонованих обставинах»                    | Амвросій Бучма                  | 1998 |
| «Звичайний геній»                                      | Сергій Прокоф'єв                | 2003 |
| «Іван Козловський»                                     | Іван Козловський                | 2001 |
| «Іван Котляревський»                                   | Іван Котляревський              | 2002 |
| «Ігор Савченко… Інтонації»                             | Ігор Савченко                   | 2001 |
| «Как белый камень в голубине колодца. Анна Ахматова»   | Анна Ахматова                   | 2003 |
| «Князь Микола Репнін-Волконський»                      | Микола Рєпін-Волконський        | 2003 |
| «Кому повідаю печаль мою?»                             | Володимир Винниченко            | 1999 |
| «Леонід Кравчук. Обрання долі»                         | Леонід Кравчук                  | 2003 |
| «Маестро, Ваш вихід»                                   | Анатолій Солов'яненко           | 1998 |
| «Між двома пострілами»                                 | Лесь Курбас                     | 1997 |
| «Мій ніжний Мефістофель»                               | Дмитро Мілютенко                | 2005 |
| «Оксана Петрусенко»                                    | Оксана Петрусенко               | 1996 |
| «Паризька одісея»                                      | Віктор Некрасов                 | 2000 |
| «Патріарх. Життя Йосифа Сліпого»                       | Йосиф Сліпий                    | 2002 |
| «Побачити інші часи»                                   | Олександр Ханжонков             | 2004 |
| «Повернення в отчий дім»                               | Олександр Вертинський           | 1999 |
| «Пристрасть літати. Леонід Биков»                      | Леонід Биков                    | 2004 |
| «Своє вікно»                                           | Тетяна Яблонська                | 2006 |
| «Сергій Бондарчук. Батьківщина»                        | Сергій Бондарчук                | 2004 |
| «Серж Лифарь з Києва»                                  | Серж Лифар                      | 1998 |
| «Таємниці Миколи Гоголя»                               | Микола Гоголь                   | 2003 |
| «Творець з Божою іскрою»                               | Олександр Архіпенко             | 1997 |
| «Ты помнишь наши встречи?..»                           | Клавдія Шульженко               | 2003 |
| «Час Водолія»                                          | Борис Мозолевський              | 1997 |
| «Честь і дяка»                                         | Колесси                         | 1999 |
| «Чому дзвонять дзвони»                                 | Ігор Сікорський                 | 2001 |
| «Дмитро Мілютенко»                                     | Дмитро Мілютенко                | 2005 |
| «Якутовичі»                                            | Якутовичі                       | 2007 |
| «Кримінальна справа Юхима Михайліва»                   | Юхим Михайлів                   | 2007 |
| «Іван Драч»                                            | Іван Драч                       | 2007 |